# Lottabewegung
Die Lottabewegung ist eine schwedische Frauenorganisation, deren Mitglieder freiwillig Aufgaben in der schwedischen Landesverteidigung übernehmen. Der Begriff Lotta geht auf die freiwillig dienstleistende Frauenbewegung zur Landesverteidigung gegen Russland in Finnland zurück. Der schwedische Name der Organisation lautet Riksförbundet Sveriges lottakårer (SLK).
Die schwedische Lottabewegung besteht heute seit 2006 aus etwa 18.000 Frauen ab 15 Jahren aus weiblichen freiwillig Dienstleistenden. Schwedische Staatsbürgerschaft ist – außer bei bestimmten Aufgaben innerhalb der Streitkräfte – keine Voraussetzung für die Mitgliedschaft. Der Name bezieht sich auf die Figur der Lotta Svärd aus Johan Ludvig Runebergs Gedichtsammlung Fähnrich Stahl. Es gibt unterstützende Mitglieder, die neben der Zahlung eines Beitrages nur von Fall zu Fall nach eigenen Wünschen Aufgaben übernehmen, aktive Mitglieder, denen insbesondere Leitungsaufgaben sowie Fortbildung und Öffentlichkeitsarbeit obliegen, und schließlich Mitglieder, die mit den Streitkräften einen auf vier Jahre befristeten Vertrag über die Wahrnehmung bestimmter Funktionen in den Streitkräften schließen.
Die erste Lottaorganisiation wurde 1918 in Finnland gegründet. Die schwedische Organisation folgte 1924, in Norwegen wurde die Lottaorganisation 1928 gebildet, 1946 wurde diese in Dänemark aufgestellt. Die finnische Organisation wurde 1944 infolge des Friedensschlusses mit der Sowjetunion verboten, die dänische Organisation wurde 1999 aufgelöst, als die Streitkräfte für Frauen geöffnet wurden.